# Janko Bratanov
Janko Bratanov (bulharsky Янко Иванов Братанов) (* 10. června 1952) je bývalý bulharský atlet, halový mistr Evropy v běhu na 400 metrů z roku 1976.

## Sportovní kariéra
Na mistrovství Evropy v roce 1974 startoval v běhu na 400 metrů překážek. Skončil v semifinále, kde vytvořil nový bulharský rekord časem 50,66. O rok později byl členem bronzové štafety na 4x2 kola na evropském halovém šampionátu. Nejúspěšnější sezónou se pro něj stal rok 1976. Zvítězil v běhu na 400 metrů na halovém mistrovství Evropy, zaběhl svůj osobní rekord na 400 metrů překážek 49,77 a na olympiádě v Montrealu doběhl v této disciplíně šestý. Na olympiádě v Moskvě v roce 1980 doběhl ve finále na 400 metrů překážek osmý.
Po skončení sportovní kariéry pracoval jako trenér, mj. v Kataru a Bahrajnu.